# Pedro Antonio Martín Marín
Pedro Antonio Martín Marín (Madrid, 4 de juliol de 1949) és un polític i empresari espanyol.
Llicenciat en Dret per la Universitat Complutense de Madrid, va començar la seva activitat professional com a professor ajudant de dret mercantil a la Complutense entre els anys 1972 i 1974.
Posteriorment, començada la Transició espanyola, es va afiliar a l'UCD amb el càrrec de secretari general de Madrid el 1980. Durant el mandat de Leopoldo Calvo-Sotelo, va exercir funcions d'assessor a la Presidència del Govern.
Un any més tard s'incorporà al Comitè Organitzador del Mundial de futbol de 1982. Després d'aquesta etapa passà a la Cadena COPE, en funcions de secretari general. Entre 1983 i 1990 va ser conseller delegat d'Editorial Catòlica i entre 1986 i 1991 vicepresident de l'Associació Espanyola de Radiodifusió Privada. Així mateix, va ser vicepresident del Reial Madrid, en la junta de Luis de Carlos entre 1982 i 1985 i de la Federació Espanyola de Bàsquet.
Amb l'arribada de les televisions privades, entre agost de 1991 i setembre de 1992, fou nomenat subdirector general d'Antena 3.
Després de les eleccions generals de 1996, el primer Govern de José María Aznar el nomenà President del Consell Superior d'Esports. Romangué en el càrrec una mica més de dos anys, fins que el 17 de juliol de 1998 passà a ocupar el lloc de Secretari d'Estat de Comunicació en el Ministeri de la Presidència.
Fou elegit diputat a la VII Legislatura (2000), tot i que va renunciar al seu escó per ocupar la presidència de l'operador de satèl·lits Hispasat el 21 de juliol d'aquell any.
Entre juny de 2002 i setembre de 2004, va assumir el càrrec de President d'Admira, la filial de la Companyia Telefónica per a la gestió dels seus interessos en mitjans de comunicació. Durant el seu mandat va afavorir la integració d'Onda Cero a Antena 3 Televisió.
Després de la seva retirada d'Admira, tornà a Hispasat com a president, ocupant el càrrec fins al 23 de juliol de 2004 en què presenta la seva dimissió. Durant aquest temps, Hispasat va posar en òrbita el satèl·lit 1D i va construir el satèl·lit Amazones. L'agost de 1999 havia estat el responsable de l'acomiadament de Júlia Otero, quan era líder de les tardes vespertines, per raons ideològiques i posteriorment feu el mateix amb José María García, com va explicar al programa de TV3 "La columna".
Posteriorment va ser nomenat President del Centre d'Assumptes Taurins de la Comunitat de Madrid.
Forma part del Comitè Olímpic Espanyol des de 1999. El juliol de 2000 va rebre la Gran Creu d'Isabel la Catòlica.